# Mimudea scoparialis
Mimudea scoparialis là một loài bướm đêm trong họ Crambidae.